# Andrzej Grembowicz

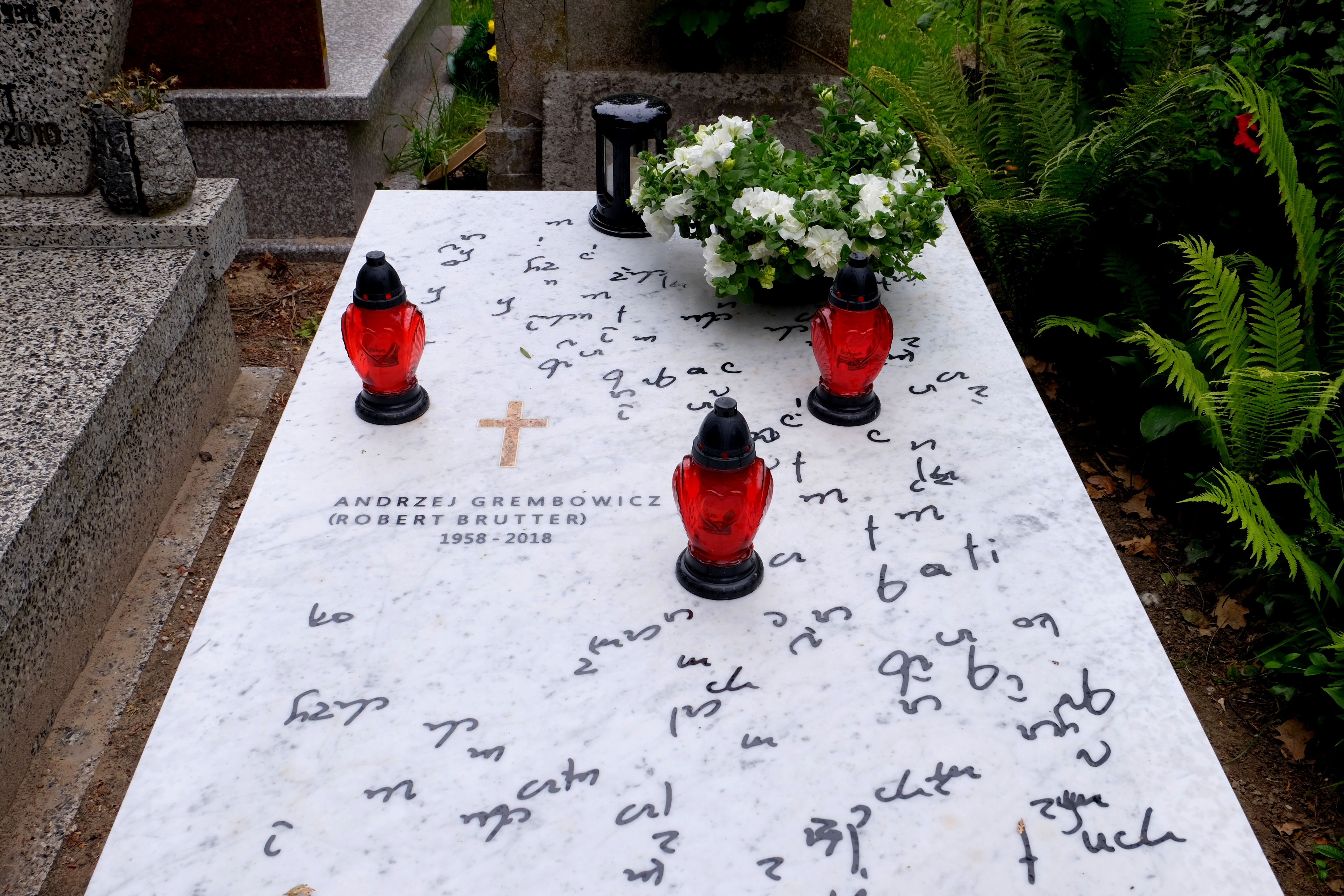
Grób Andrzeja Grembowicza na cmentarzu Wojskowym na Powązkach w Warszawie

Andrzej Mariusz Grembowicz, ps. Robert Brutter (ur. 10 października 1958 w Warszawie, zm. 18 listopada 2018 tamże) – polski pisarz i scenarzysta.

## Życiorys
Syn Władysława i Alicji. W 1977 ukończył IV Liceum Ogólnokształcące im. Adama Mickiewicza w Warszawie. Był wieloletnim pracownikiem Kancelarii Sejmu, zatrudniony m.in. na stanowisku wicedyrektora biura prasowego. Pełnił także funkcję redaktora naczelnego „Kroniki Sejmowej”. Był członkiem Polskiej Akademii Filmowej.
Zadebiutował w 1994 scenariuszem spektaklu Teatru Telewizji pt. O przemyślności kobiety niewiernej.
Był mężem Alicji Grembowicz, reportażystki Studia Reportażu i Dokumentu Polskiego Radia.
Zmarł po długiej chorobie w wieku 60 lat. Pochowany na cmentarzu Powązki Wojskowe w Warszawie (kwatera K-11-8).

## Scenariusze
- 1995: Ekstradycja (serial)[4]
- 1996: Ekstradycja 2 (serial)[5]
- 1996: Nocne graffiti[5]
- 1998: Amok[6]
- 1999: Fuks[7]
- 1999: Operacja Samum[8]
- 1999–2009: Rodzina zastępcza (serial)[9]
- 2001: Tam, gdzie żyją Eskimosi[10]
- 2001: Wtorek[5]
- 2005: Wiedźmy (serial)[5]
- 2006–2016: Ranczo (serial)[11]
- 2007: Wszystko będzie dobrze[12]
- 2007: Ranczo Wilkowyje[5]
- 2010: Duch w dom (serial)[5]
- 2012: Siła wyższa (serial)[13]
- 2015: Dziewczyny ze Lwowa (serial)[5]

## Twórczość literacka
- Parszywy dublet, 1992, ISBN 83-85476-37-7[14]
- Rekontra, 1992, ISBN 83-900399-3-1[15]
- Spadek na życzenie, 1988, ISBN 83-207-1008-1[16]
- Ranczo, 2014, ISBN 978-83-08-05305-8[17]
- Ranczo 2, 2014, ISBN 978-83-08-05473-4[18]

## Teksty piosenek[19]
- „To tylko sny”, z serialu Ranczo
- „Jak oni kochają się”, z serialu Ranczo
- „Tabun dzikich koni”, z serialu Ranczo
- „Piosenka Pietrka”, z serialu Ranczo
- „Koszmar życia”, z serialu Ranczo
- „Hymn PPU”, z serialu Ranczo
- „Ty jesteś dla mnie jak sen”, z serialu Ranczo

## Nagrody
- I nagroda w konkursie im. Alistaira MacLaina na powieść sensacyjną za książkę Rekontra (1992)[20]
- Nagroda (razem z Tomaszem Wiszniewskim) w amerykańskim konkursie The Hartlley-Merill Prize za scenariusz filmu Tam, gdzie żyją Eskimosi (1996)
- Nagroda specjalna Stowarzyszenia Autorów ZAiKS (2015)[21]